# Althen-des-Paluds
Althen-des-Paluds (Aussprache [altɛ̃ de paly]) ist eine französische Gemeinde mit 2881 Einwohnern (Stand 1. Januar 2022) im Département Vaucluse in der Region Provence-Alpes-Côte d’Azur. Sie gehört zum Arrondissement Carpentras und ist Mitglied im Gemeindeverband Communauté d’agglomération Les Sorgues du Comtat. Die Bewohner werden Althénois und Althénoises genannt.
Die Gemeinde erhielt 2023 die Auszeichnung „Eine Blumen“, die vom Conseil national des villes et villages fleuris (CNVVF) im Rahmen des jährlichen Wettbewerbs der blumengeschmückten Städte und Dörfer verliehen wird.

## Geografie
Althen-des-Paluds befindet sich im Comtat Venaissin in der Provence etwa neun Kilometer südwestlich von Carpentras und etwa 14 Kilometer nordwestlich von Avignon. Die Sorgue de Velleron verläuft durch die Stadt, ebenso wie der Canal de Gaffins, der dort sein Wasser bezieht.
Umgeben wird Althen-des-Paluds von den vier Nachbargemeinden:
| Bédarrides               |                                             | Monteux              |
|                          | Kompassrose, die auf Nachbargemeinden zeigt |                      |
| Entraigues-sur-la-Sorgue |                                             | Pernes-les-Fontaines |

## Geschichte
Der Name der Stadt erinnert an Jean Althen, der 1756 nach Avignon kam, um dort seine ersten Erfahrungen mit dem Anbau von Färberkrapp zu machen. In den 1830er Jahren blühte das Dorf dank dem Färberkrapp auf, wodurch es 1845 die Unabhängigkeit von Monteux erwarb.

## Wappen
Wappenbeschreibung: Das Wappen zeigt eine Heugabel umgeben von zwei Färberkrapp-Blüten. Unten am Wappen ist die Sorgue symbolisiert. Die Grundierung ist Krapp-Purpur.

## Bevölkerungsentwicklung

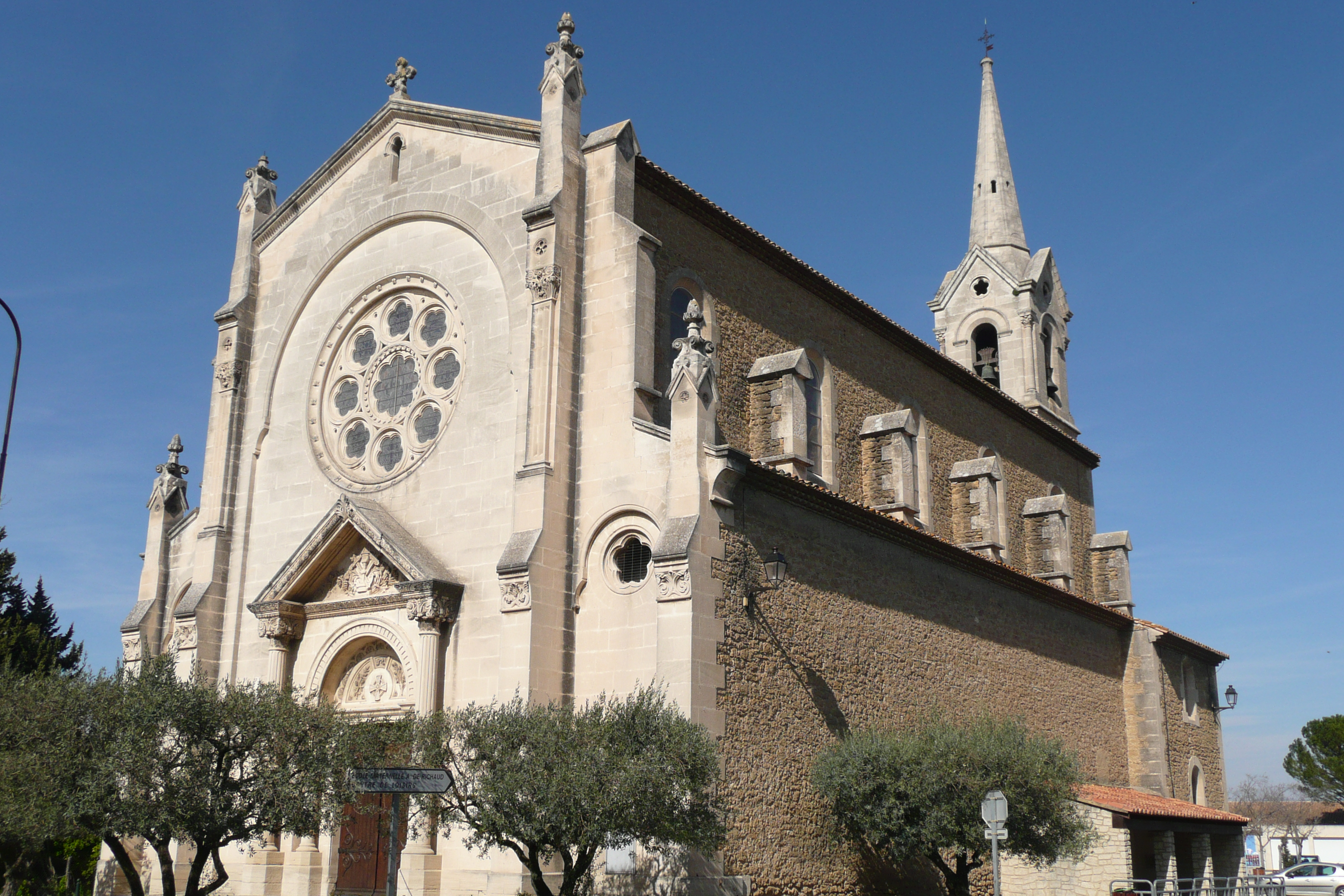
Mariä-Himmelfahrts-Kirche

| Jahr                       | 1962 | 1968 | 1975 | 1982 | 1990 | 1999 | 2007 | 2013 | 2020 |
| Einwohner                  | 1070 | 1173 | 1288 | 1575 | 1600 | 1988 | 2431 | 2683 | 2824 |
| Quellen: Cassini und INSEE |      |      |      |      |      |      |      |      |      |

## Sehenswürdigkeiten
- Mariä-Himmelfahrts-Kirche
- Ehemalige Wassermühle „Moulin des Gaffins“ aus dem 16. Jahrhundert, zunächst zum Bleichen von Dachziegeln und Herstellung von Olivenöl, dann zum Trocknen von Färberkrapp und schließlich Herstellung von Ockerpulver, Aufgabe des Betriebs in 1935. Die Mühle ist seit 2016 als Monument historique eingeschrieben.

## Gemeindepartnerschaften
Mit drei Gemeinden führt Althen-des-Paluds eine Partnerschaft.
- Montecarlo in Italien
- Karlštejn in Tschechien
- Mylau in Deutschland

Eine Besonderheit in den Partnerschaften ist, dass alle vier Gemeinden miteinander verbunden sind und gegenseitig Verträge abgeschlossen haben.
Außerdem verbindet Althen-des-Paluds mit dem Leipziger Stadtteil Althen eine Partnerschaft.

## Persönlichkeiten
- André de Richaud (1907–1968), Romanschriftsteller, Dichter, Dramaturg
- Jean Althen (1710–1774), Agrarwissenschaftler armenischer Abstammung